# Izoksaprolol
Izoksaprolol je adrenergijski antagonist sa antiaritmičkim i antihipertenzivnim svojstvima.